# Hesperantha montigena
Hesperantha montigena är en irisväxtart som beskrevs av Peter Goldblatt. Hesperantha montigena ingår i släktet Hesperantha och familjen irisväxter. Inga underarter finns listade i Catalogue of Life.